# Michał Witkowski

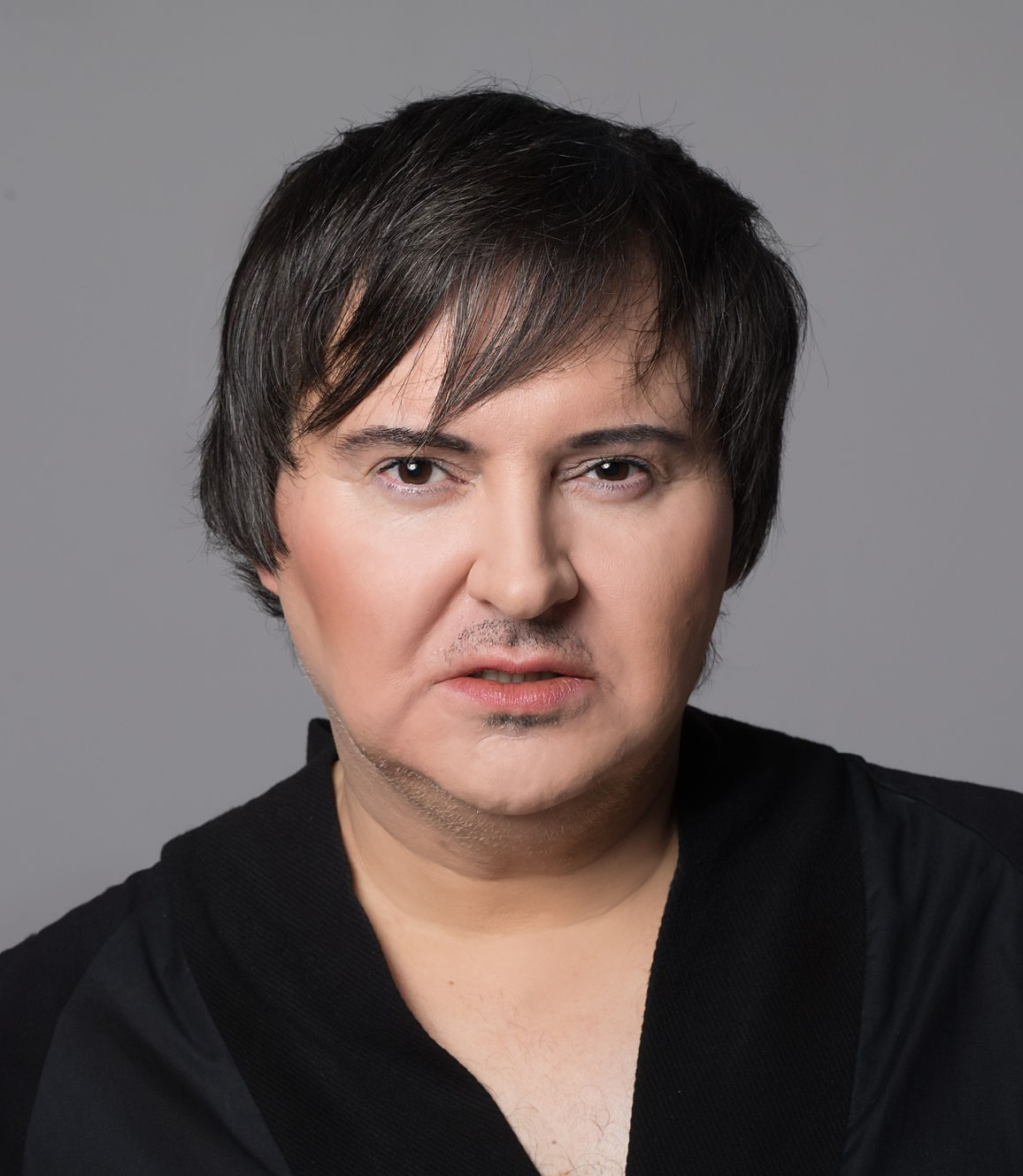
Michał Witkowski (2023)

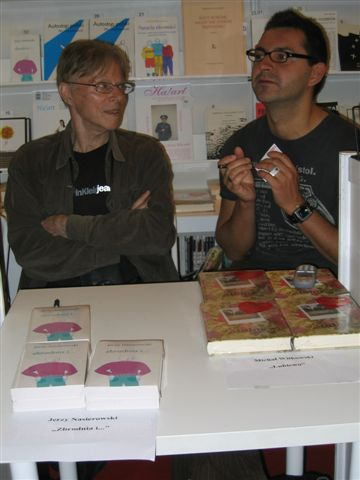
Jerzy Nasierowski und Michal Witkowski

Michał Witkowski (* 13. Januar 1975 in Wrocław) ist ein polnischer Schriftsteller und Journalist. Er lebt in Warschau.

## Leben und Werk
Witkowskis erstes Buch Copyright – eine Sammlung von Kurzgeschichten – erschien im Jahr 2001. Sein nächstes Werk Lubiewo, das auch ins Deutsche übersetzt worden ist und mit dem er landesweit bekannt wurde, erschien Ende 2005. 2006 folgte Fototapeta (Fototapete), ein weiterer Band mit Kurzgeschichten, 2007 der Roman Barbara Radziwillówna z Jaworzna-Szczakowej (dt. u.d.T. Queen Barbara) und 2009 der Roman Margot. Seither hat Witkowski zwei "schwule Kriminalromane" veröffentlicht, in denen ein schwuler Schriftsteller und Journalist namens Michał Witkowski als Ich-Erzähler und (unfreiwilliger) Detektiv auftritt: 2011 Drwal (Der Holzfäller) und 2014 Zbrodniarz i dziewczyna (Der Verbrecher und das Mädchen).
Die Veröffentlichung des nächsten Romans Fynf und cfancyś verzögerte sich durch einen Skandal, den Witkowskis Auftritt auf der Fashion Week in Łódź im April 2015 mit einer Kopfbedeckung auslöste, auf der neben Plastikhäschen, Federn, der Aufschrift "Baby Girl" u. v. a. auch SS-Runen zu sehen waren. In der Folge leitete die Staatsanwaltschaft wegen "Propagierung des Faschismus" ein – inzwischen eingestelltes – Ermittlungsverfahren ein, und der Krakauer Znak-Verlag setzte seine Zusammenarbeit mit Witkowski auf unbestimmte Zeit aus. Anfang Oktober gab Znak bekannt, dass der Roman über die Erlebnisse zweier osteuropäischer Stricher in Wien und Zürich, mit dem Witkowski nach Meinung des Verlags "zu seinen literarischen Wurzeln und Gestalten aus Lubiewo" zurückkehrt, am 21. Oktober 2015 seine Premiere haben würde.
Witkowski kam dreimal in die Vorauswahl für den polnischen Nike-Literaturpreis, und zwar mit Lubiewo (2006, Shortlist), Fototapeta (2007, Longlist) und Drwal (2012, Longlist). Für Lubiewo erhielt er 2006 den Literaturpreis der Stadt Gdynia (Gdingen), für Barbara Radziwillówna z Jaworzna-Szczakowej 2007 den Preis Paszport Polityki. Lubiewo fand sich 2011 unter dem englischen Titel Lovetown auf der Longlist des Independent Foreign Fiction Prize.
Witkowskis betrachtet sich selbst als homosexuell, lehnt jedoch die Bezeichnung gay/schwul ab, da er diesen Begriff als ein Produkt der kommerzialisierten Massenkultur betrachtet, der einem verengten und stereotypen, d. h. wenig differenzierten und kaum reflektierten Verhältnis zu dieser Art sexueller Orientierung entspricht.

## Lubiewound der literarische Gay-Frühling
Witkowski sorgte mit seinem explizit schwulen Roman Lubiewo für einen Skandal im polnischen Kulturbetrieb und erntete in den konservativ und kirchlich geprägten Gesellschaftsschichten Polens heftige Kritik. Die Handlung des Buches ist im schwulen Milieu der ehemaligen Volksrepublik Polen der 70er und 80er Jahre angesiedelt. Der Schriftsteller schildert den Untergrund-Charakter der einschlägigen Szene von damals und bedient sich dabei einer Vulgärsprache, mit der vielen Szenen ein promiskes und "anrüchiges" Kolorit verliehen wird.
Lubiewo gilt als der erste schwule Roman der modernen polnischen Literatur. Er war im polnischen Literaturbetrieb außerordentlich erfolgreich, was sich an seinen großen Auflagenzahlen ablesen lässt. Der kommerzielle Erfolg des Buches animierte einige Verlage, ihrerseits eine ganze Reihe neuer schwuler Romane polnischer Autoren herauszugeben. Manche Kritiker sprechen geradezu von einem Frühling bzw. einem Boom dieses Literaturgenres in Polen. Bemerkenswert ist hier, dass das Thema Homosexualität und seine Darstellung in der belletristischen Literatur ausgerechnet während der Regierungszeit der aktiv schwulenfeindlichen polnischen Regierung von Jarosław Kaczyński aufkam.

## Werke auf Deutsch
- Lubiewo. Roman. Dt. von Christina Marie Hauptmeier. Suhrkamp, Frankfurt am Main 2007, ISBN 978-3-518-41929-8
- Queen Barbara. Roman. Dt. von Olaf Kühl. Suhrkamp, Berlin 2010, ISBN 978-3-518-12605-9